# Eulithis approximata
Eulithis approximata là một loài bướm đêm trong họ Geometridae.